# Rinaldo degli Scrovegni
Rinaldo degli Scrovegni o Reginaldo, (fl. XIV secolo) è stato un nobile padovano della fazione guelfa, vissuto all'inizio del XIV secolo..
È noto per essere il padre di Enrico, mecenate che legherà il nome della famiglia alla Cappella degli Scrovegni, affrescata da Giotto e per essere stato collocato da Dante tra gli usurai dell'Inferno.

## Nell'Inferno diDante
Nel poema della Divina Commedia di Dante Alighieri, nella cantica Inferno, Dante, nel XVII Canto, dice di aver visto Rinaldo nell'anello interno del VII cerchio dell'Inferno, dove i violenti sono puniti per l'eternità. L'anello interno del VII cerchio è un deserto rovente con una continua pioggia di fuoco. Gli usurai si trovano seduti sulla sabbia, mentre scacciano il fuoco, come gli animali che scacciano gli insetti, e piangono. Intorno al collo hanno delle borse decorate con i loro stemmi. Questo, e un po' di ricerche sul periodo al tempo di Dante, consentono di identificare chi dovrebbero essere i peccatori sofferenti.
Gli usurai sono considerati violenti perché, come spiega il Virgilio di Dante nell'XI canto dell'Inferno, gli usurai peccano contro l'arte, e l'arte è nipote di Dio.